# Segon Triumvirat (Argentina)
El Segon Triumvirat va ser l'òrgan executiu i col·legiat, integrat per tres membres, que va substituir al Primer Triumvirat i que va governar les Províncies Unides del Riu de la Plata entre el 8 d'octubre del 1812 i el 31 de gener del 1814.
Els seus membres van ser:
- Des del 8 d'octubre del 1812: Nicolás Rodríguez Peña, Antonio Álvarez Jonte i Juan José Paso.
- Des del 20 de febrer del 1813: Nicolás Rodríguez Peña, Antonio Álvarez Jonte i José Julián Pérez.
- Des del 19 d'agost de 1813: Nicolás Rodríguez Peña, José Julián Pérez i Gervasio Posadas.
- Des del 5 de novembre de 1813: Nicolás Rodríguez Peña, Gervasio Posades i Juan Larrea.

## Origen
El Primer Triumvirat tirava endavant un govern que dubtava entre mantindre la independència de les Províncies Unides del Riu de la Plata o tornar a la submissió colonial (arrel que cada vegada semblava més clar que el rei Ferran VII recuperaria el tro d'Espanya). La decisió d'ordenar al general Manuel Belgrano, comandant de l'Exèrcit del Nord de retrocedir fins a Córdoba davant un atac de l'Exèrcit Reial del Perú, confirmava l'escassa energia de les seves accions bèl·liques, ja que s'abandonava davant de l'enemic tota la Província de Salta del Tucumán.
Per una altra banda, des del 9 de març del 1812, amb l'arribada des d'Europa de José de San Martín, Carlos María de Alvear i altres patriotes, l'impuls revolucionari que va animar als homes de la Revolució de Maig es va enfortir. Aquests van fundar la Lògia Lautaro, una organització secreta que guiava l'acció de molts habitants de Buenos Aires, convençuts de la necessitat de donar un nou impuls a la Revolució. A aquesta s'hi van unir, a més, diversos grups descontents amb el règim del Triumvirat.
La notícia de la victòria patriota a la batalla de Tucumán va convulsionar Buenos Aires. En aquells moments, una assemblea triada a gust pel Triumvirat, estava a punt de nombrar a un nou membre del Triumvirat; Es sabia que el nomenament recauria sobre un home de confiança del ministre Bernardino Rivadavia, que dirigia la política del Triumvirat. En resposta, i abans que es confirmés la elecció, va esclatar una revolta militar.
El dia 8 d'octubre, els coronels Sant Martín i Francisco Ortiz de Ocampo van reunir les seves tropes a la Plaza de Mayo i van forçar a l'Assemblea a canviar la totalitat del govern. Després d'algunes negociacions, es va decidir consultar als representants del poble de la capital, els mateixos que havien triat als representants de l'Assemblea, perquè nombressin als nous membres del govern. El resultat va ser el següent:
- Nicolás Rodríguez Peña (172 vots a favor i 12 en contra)
- Antonio Álvarez Jonte (147 vots a favor i 35 en contra)
- Juan José Paso (96 vots a favor i 87 en contra)

Els tres candidats van ser nomenats membres del govern, que es va dir el Segon Triumvirat. Juan José Paso era el líder d'un grup polític poc definit, que havia dirigit algunes manifestacions contra el govern. Els altres dos membres eren líders civils de la Lògia Lautaro. En el nou govern no hi havia cap militar, per a no donar la sensació que havia sorgit d'un cop d'estat.
Abans de prendre jurament als membres del govern, se'ls va imposar l'obligació de convocar, el més aviat possible, una Assemblea General Constituent en què totes les províncies estiguessin adequadament representades, amb la finalitat de declarar la independència i elaborés i aprovés una constitució.
Va entrar en funcionament el 8 d'octubre del 1812 i es va dissoldre el 31 de gener del 1814, en crear-se el Directori.

## Obres del govern
Per decisió del cabildo el 8 d'octubre del 1812, el Segon Triumvirat va ordenar l'arrest deBernardino Rivadavia qui va ser obligat a fugir de la capital. Així mateix a Juan Martín de Pueyrredón se li va ordenar retirar-se a San Luis i el periodista Vicente Pazos Kanki (rival de Bernardo de Monteagudo) va ser detingut i desterrat. Després de constituir-se l'assemblea general, Rivadavia i Pueyrredón van ser jutjats.
El 4 de desembre del 1812 es va crear una comissió per redactar una constitució.
El 31 de gener del 1813 es va establir a Buenos Aires l'Assemblea General Constituent, coneguda com a Assemblea de l'Any XIII.
El 10 de març es va crear la Escola de Medicina sota la direcció de Cosme Argerich, la qual seria una de les bases per a la fundació —una dècada més tard — de la Universitat de Buenos Aires.
El 14 de novembre es va crear la Intendència de Cuyo als actuals territoris de Mendoza, San Juan i San Luis.
A partir del desembre es van començar a prendre mesures per a la creació de la esquadra, que durant la Campanya Naval del 1814 va acabar amb la Reial Armada Espanyola al Riu de la Plata i va assegurar la caiguda de Montevideo.

## La creació del Directori
Des dels inicis del Segon Triumvirat van haver-hi enfrontaments entre els seus membres perquè mentre Nicolás Rodríguez Peña i Álvarez Jonte eren partidaris de la Lògia Lautaro, el tercer membre, Juan José Paso era de tendència moderada. Arrel d'això, gran part de les decisions que prenia aquest govern es van veure influenciades per les idees d'aquesta societat secreta.
Durant l'existència del Segon Triumvirat, Nicolás Rodríguez Peña va ser l'únic membre que no va ser substituït en cap ocasió. Juan José Paso va ser substituït per José Julián Pérez, el 20 de febrer del 1813; I Antonio Álvarez Jonte per Gervasio Posades, el 19 d'agost del 1813, i José Julián Pérez per Juan Larrea, el 5 de novembre del 1813.
Des de la instauració de l'Assemblea de l'Any XIII, aquesta va mantenir una superioritat política sobre el govern, però —ja a finals del 1813— va deixar de reunir-se i va deixar tota iniciativa a mans del govern.
Si bé va tenir inicis prometedors, amb el temps van aparèixer els problemes: el rei Ferran VII d'Espanya va aconseguir la corona i van créixer les amenaces d'una invasió realista.
El punt àlgid de les dificultats va ser després de les derrotes de Manuel Belgrano a Vilcapugio i Ayohúma, que va posar fi a la segona expedició auxiliadora a l'Alt Perú. En resposta, Carlos María d'Alvear, amb el suport de la Lògia Lautaro, va animar a triar un poder executiu unipersonal. La crisi va finalitzar amb la dissolució del Segon Triumvirat i l'elecció del primer Director Suprem de les Províncies Unides del Riu de la Plata, Gervasio Antonio de Posadas.